# دوري بوركينا فاسو الممتاز
دوري بوركينا فاسو الأول لكرة القدم هي مسابقة كرة القدم بين أندية بوركينافاسو .
البطل الحالي هو أسفا ينينغا.